# Coptopteryx mesomelas
Coptopteryx mesomelas är en bönsyrseart som beskrevs av Henri Saussure 1871. Coptopteryx mesomelas ingår i släktet Coptopteryx och familjen Mantidae. Inga underarter finns listade i Catalogue of Life.